# Arquidiócesis de Corfú, Zacinto y Cefalonia
La arquidiócesis de Corfú, Zacinto y Cefalonia (en latín: Archidioecesis Corcyrensis, Zacynthiensis et Cephaloniensis y en griego: Αρχιεπισκοπή Κέρκυρας, Ζακύνθου και Κεφαλληνίας) es una circunscripción eclesiástica de la Iglesia católica en Grecia. Se trata de una arquidiócesis latina, sede metropolitana de la provincia eclesiástica de Corfú, Zacinto y Cefalonia. Desde el 14 de septiembre de 2020 su arzobispo es Georgios Altouvas.

## Territorio y organización

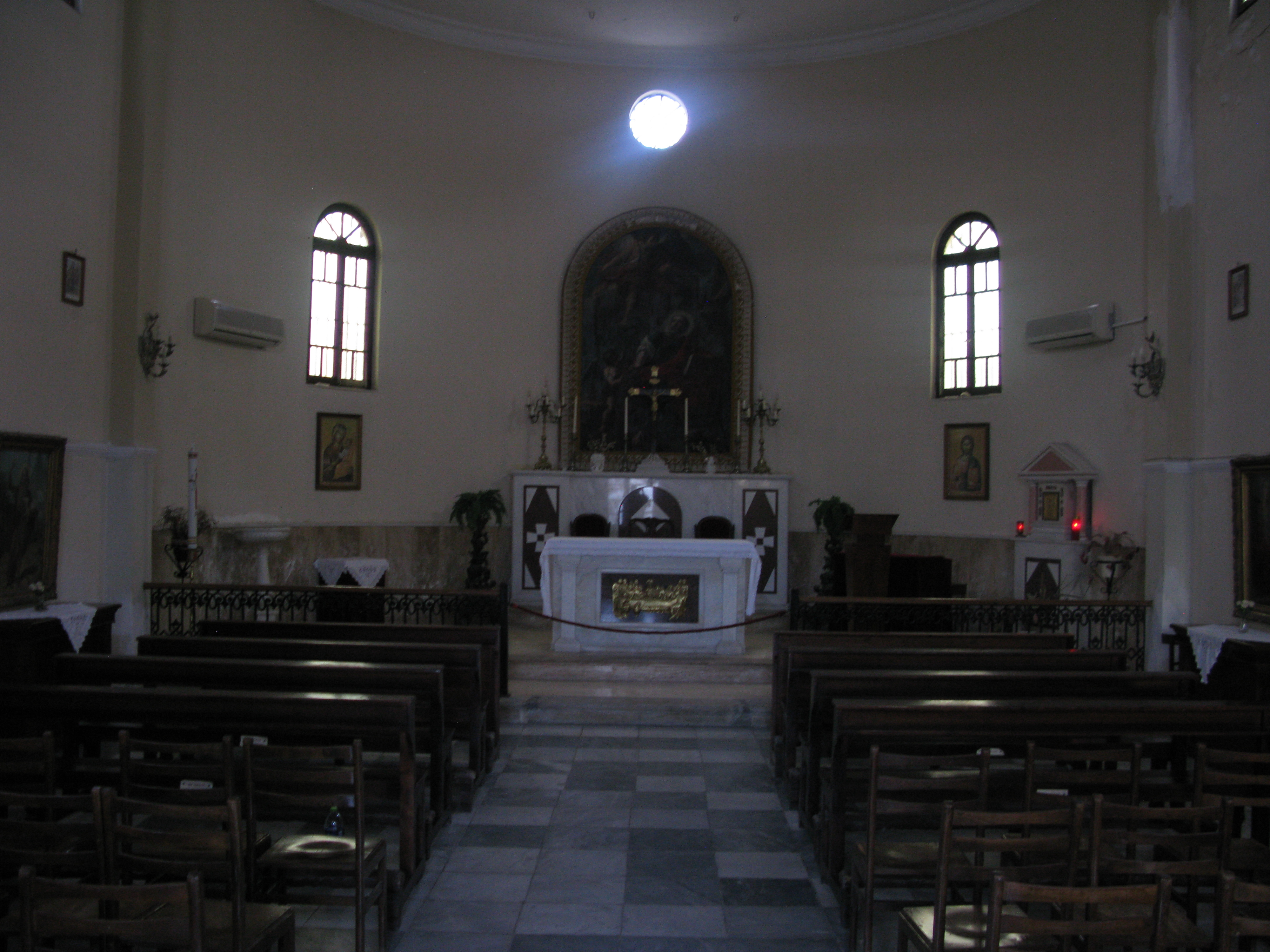
Iglesia de San Marcos, en Zacinto

La arquidiócesis tiene 11 510 km² y extiende su jurisdicción sobre los fieles católicos de rito latino residentes en la periferia de Epiro y en la periferia de Islas Jónicas, que comprende las islas de Corfú, Zacinto, Cefalonia, Léucade e Ítaca.

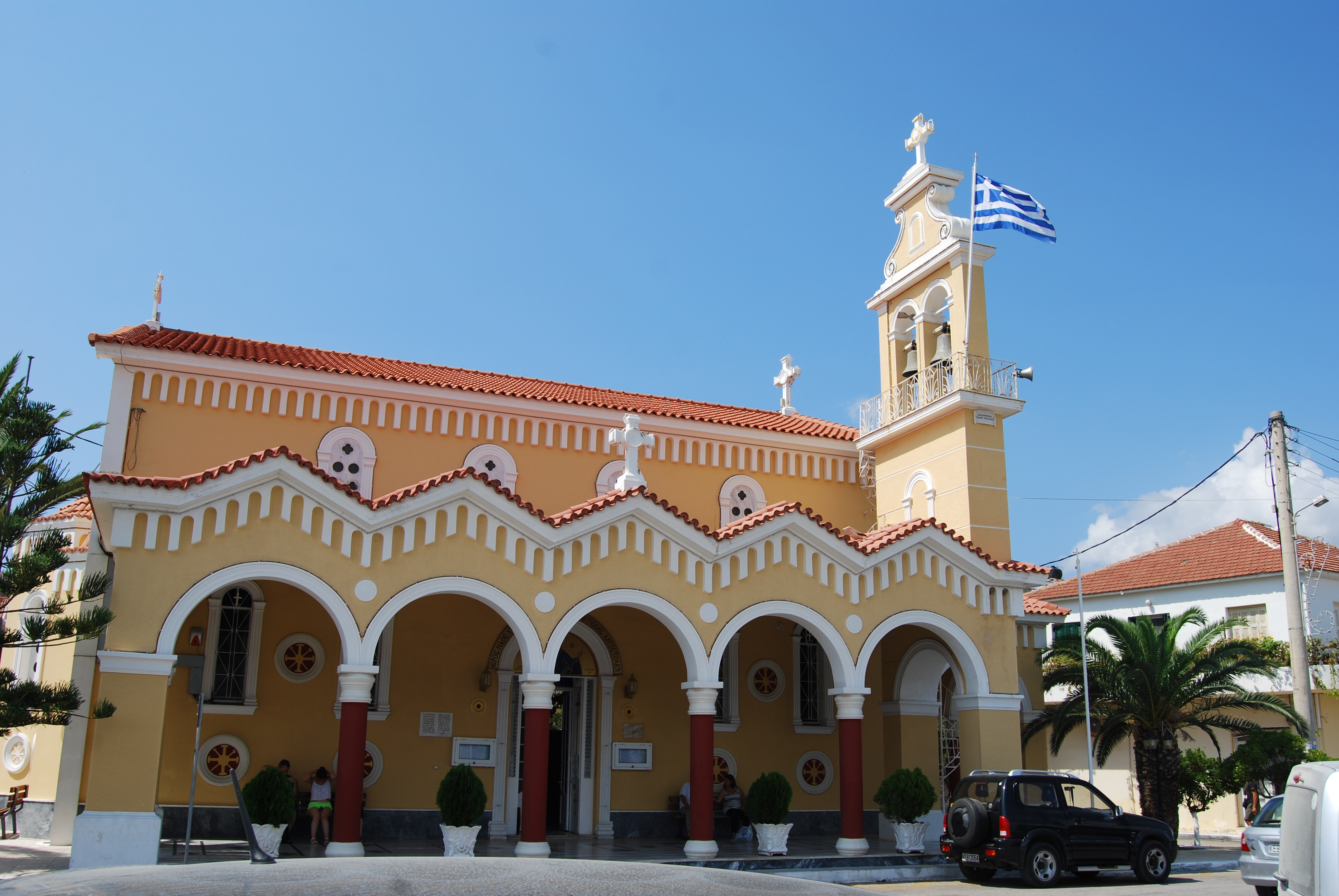
Iglesia de San Nicolás, en Argostoli (isla de Cefalonia)

La sede de la arquidiócesis se encuentra en la ciudad de Corfú, en donde se halla la Catedral de Santiago y San Cristóbal. La catedral fue construida por los venecianos en el siglo XVII, parcialmente destruida por los ataques aéreos en 1943 durante la Segunda Guerra Mundial, fue reconstruida en la década de 1960 y consagrada nuevamente en 1970. En Zacinto se halla la iglesia de San Marcos, que también es conocida como catedral.

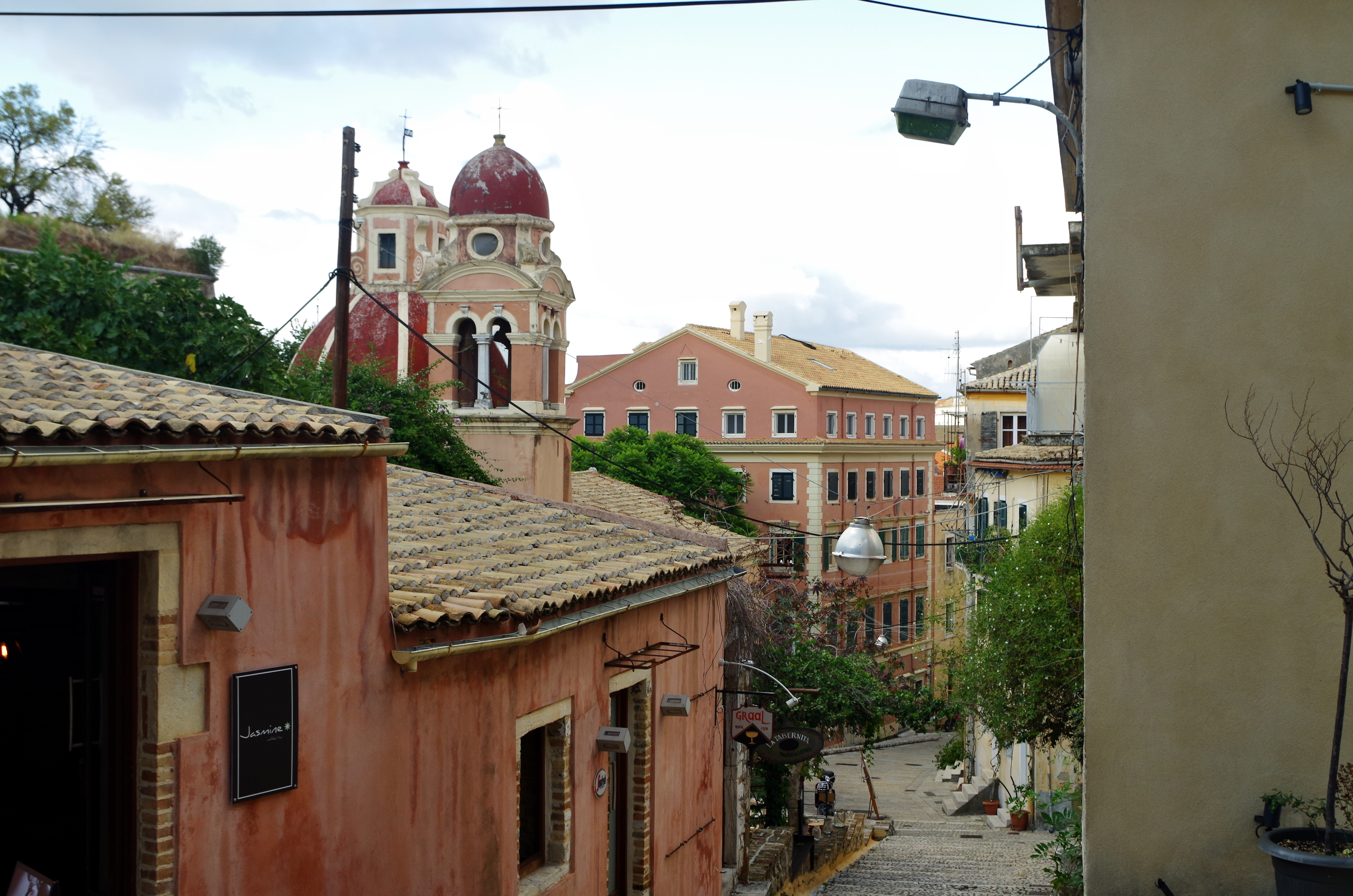
Iglesia del Sagrado Corazón de Jesús, en Corfú

La arquidiócesis no tiene sufragáneas.
En 2023 en la arquidiócesis existían 3 parroquias. Además de la catedral existen las iglesia del Sagrado Corazón de Jesús (en Corfú), de San Nicolás (en Cefalonia), de San Marcos (en Zacinto), de San Andrés (en Préveza) y de la Sagrada Familia (en Ioánina).

## Historia

### Antecedentes
La tradición atribuye la fundación de la Iglesia de Corfú a Jasón y Sosípatro, discípulos de san Pablo, mencionados en el Nuevo Testamento, quienes habrían construido un santuario dedicado a san Esteban.
Inicialmente la diócesis perteneció a la provincia eclesiástica de la arquidiócesis de Nicópolis de Epiro y hasta aproximadamente el año 733 estuvo sujeta, como todo Iliria, al patriarcado de Roma, antes de que el emperador León III el Isaurio arrebatara a Roma todas las diócesis de esta región para someterlas al patriarcado de Constantinopla. Más tarde, hacia finales del siglo IX Corfú fue elevada al rango de arquidiócesis autocéfala, sujeta directamente a la autoridad patriarcal. Este nuevo estatus está atestiguado por primera vez en la Notitia Episcopatuum que data de principios del siglo X. En la época del patriarca Constantino III Leicudes (1059-1063) Corfú fue elevada al rango de metropolitanato, sin sufragáneas.

### Sede de Corfú
En 1267 la isla de Corfú quedó bajo dominio angevino y se erigió la arquidiócesis de Corfú de rito latino en 1274. Los nuevos dueños de la isla, a quienes posteriormente siguieron los venecianos, impidieron el nombramiento de prelados griegos para la sede metropolitana, que, de hecho, permaneció vacante hasta la disolución de la Venecia en 1797. Los metropolitanos nombrados durante este largo período fueron únicamente titulares no residentes, mientras que los fieles griegos estuvieron bajo la autoridad de un protopapa de 1367 a 1799.
La catedral original de Corfú se encontraba en la fortaleza de la ciudad y estaba dedicada a los santos Pedro y Pablo. Fue destruida al final de la ocupación veneciana de la isla. La catedral actual fue consagrada el 31 de diciembre de 1553 por el arzobispo Giacomo Cocco y reconstruida desde sus cimientos durante el reinado del arzobispo Carlo Labia.

### Sede de Zacinto y Cefalonia
La diócesis latina de Cefalonia fue fundada en 1207 bajo el papado de Inocencio III como sufragánea de la arquidiócesis de Patras, cuando entraron en posesión de Cefalonia los angevinos. Mientras que en 1212 se erigió la diócesis latina en Zacinto como sufragánea de la arquidiócesis de Corinto, cuando fue ocupada por la República de Venecia. En ambos casos suprimiendo las diócesis ortodoxas existentes. 
El 11 de marzo de 1222, bajo el papado de Honorio III, estas dos diócesis se unieron, con sede en Cefalonia, y quedaron inmediatamente sujetas a la Santa Sede, pero en un año no especificado entre 1625 y 1695 pasaron a formar parte de la provincia eclesiástica de la arquidiócesis de Corfú. Según otras fuentes, las diócesis ya eran sufragáneas de Corfú desde 1386.

### Arquidiócesis de Corfú, Zacinto y Cefalonia
El 3 de julio de 1919 mediante el breve Cum ex Apostolico del papa Benedicto XV, la diócesis unida de Zacinto y Cefalonia fue fusionada a la arquidiócesis de Corfú, que tomó su nombre actual y desde entonces es una sede metropolitana sin sufragáneas.
El 10 de marzo de 1926 mediante el breve Quae rei sacrae del papa Pío XI adquirió de la arquidiócesis de Durrës el territorio correspondiente a la actual región griega de Epiro.
El terremoto de 1953, que devastó la isla de Zacinto, destruyó, entre otras cosas, la catedral de San Marcos, construida en 1747 sobre una anterior con el mismo nombre, y el palacio episcopal, que albergaba una notable pinacoteca y un rico archivo histórico.
Desde 1992 el arzobispo es también administrador apostólico sede vacante del vicariato apostólico de Tesalónica.

## Estadísticas
Según el Anuario Pontificio 2024 la arquidiócesis tenía a fines de 2023 un total de 3480 fieles bautizados.
| Año                                                                             | Población | Población | Población      | Sacerdotes | Sacerdotes | Sacerdotes | Católicos por sacerdote | Diáconos permanentes | Religiosos | Religiosos | Parroquias y cuasiparroquias |
| Año                                                                             | Católicos | Total     | % de católicos | Total      | Diocesanos | Regulares  | Católicos por sacerdote | Diáconos permanentes | Masculinos | Femeninos  | Parroquias y cuasiparroquias |
| ------------------------------------------------------------------------------- | --------- | --------- | -------------- | ---------- | ---------- | ---------- | ----------------------- | -------------------- | ---------- | ---------- | ---------------------------- |
| 1950                                                                            | 3800      | 220 000   | 1.7            | 8          | 5          | 3          | 475                     |                      | 3          | 10         | 4                            |
| 1970                                                                            | 2700      | 1 200 000 | 0.2            | 8          | 5          | 3          | 337                     |                      | 3          | 7          | 6                            |
| 1980                                                                            | 2700      | 1 278 000 | 0.2            | 7          | 3          | 4          | 385                     |                      | 4          | 10         | 7                            |
| 1990                                                                            | 3000      | 1 200 000 | 0.3            | 6          | 2          | 4          | 500                     |                      | 4          | 10         | 6                            |
| 1999                                                                            | 3800      | 1 288 000 | 0.3            | 8          | 4          | 4          | 475                     |                      | 4          | 8          | 6                            |
| 2000                                                                            | 3800      | 1 200 000 | 0.3            | 8          | 4          | 4          | 475                     |                      | 4          | 8          | 6                            |
| 2001                                                                            | 3800      | 1 200 000 | 0.3            | 7          | 4          | 3          | 542                     |                      | 3          | 9          | 6                            |
| 2002                                                                            | 3800      | 1 200 000 | 0.3            | 7          | 4          | 3          | 542                     |                      | 3          | 9          | 6                            |
| 2003                                                                            | 3800      | 1 200 000 | 0.3            | 7          | 4          | 3          | 542                     |                      | 4          | 9          | 6                            |
| 2004                                                                            | 3800      | 1 200 000 | 0.3            | 7          | 4          | 3          | 542                     |                      | 3          | 9          | 6                            |
| 2006                                                                            | 3800      | 1 200 000 | 0.3            | 7          | 4          | 3          | 542                     |                      | 3          | 8          | 3                            |
| 2013                                                                            | 3843      | 121 700   | 3.2            | 8          | 5          | 3          | 480                     |                      | 3          | 8          | 4                            |
| 2016                                                                            | 3820      | 120 600   | 3.2            | 5          | 4          | 1          | 764                     |                      | 4          | 7          | 3                            |
| 2019                                                                            | 3500      | 120 000   | 2.9            | 3          | 3          |            | 1166                    |                      | 3          | 7          | 3                            |
| 2021                                                                            | 3490      | 119 850   | 2.9            | 3          | 3          |            | 1163                    | 1                    | 3          | 6          | 3                            |
| 2023                                                                            | 3480      | 119 500   | 2.9            | 5          | 3          | 2          | 696                     | 1                    | 2          | 7          | 3                            |
| Fuente: Catholic-Hierarchy, que a su vez toma los datos del Anuario Pontificio. |           |           |                |            |            |            |                         |                      |            |            |                              |

## Episcopologio

### Sede de Corfú
- Anónimo † (mencionado en 1274)
- Anónimo † (1277-1278)
- Antonio † (1283-1284)
- Stefano † (1289-1296)
- Demetrio † (1299)
- Marco Contarini † (1310)
- Cristoforo † (1318)
- Giovanni † (1320-27 de junio de 1330 nombrado arzobispo de Otranto)
- Giovanni, O.P. † (27 de junio de 1330-?)
- Salviano † (1340)
- Gaddo Pisano, O.P. † (1341-1347)
- Giovanni della Porta † (1348-30 de mayo de 1348 nombrado arzobispo de Brindisi)
- Francesco degli Atti † (30 de mayo de 1348-17 de septiembre de 1348 nombrado obispo de Chiusi)
- Nicolò † (10 de noviembre de 1348-1350)
- Castellino Romanopullus † (16 de abril de 1350-1376 falleció)
- Giovanni da Amelia † (15 de febrero de 1376-1378 renunció)
- Pietro Budana † (15 de enero de 1379-1386)
- Nicolò † (14 de abril de 1386-1386)
  - Pino Ordelaffi † (18 de marzo de 1390-1390) (administrador apostólico)
- Marco Giustiniani † (1 de diciembre de 1390-31 de agosto de 1392 nombrado arzobispo de Creta)
- Albano Michiel † (9 de agosto de 1392-8 de marzo de 1406 nombrado obispo de Padua)
- Ilario † (8 de marzo de 1406-1413 falleció)
- Giorgio de Cadolfino, O.P. † (18 de septiembre de 1413-1428 falleció)
- Eustachio de Leonardis † (29 de noviembre de 1428-1430 falleció)
- Martino Bernardini † (25 de septiembre de 1430-16 de marzo de 1452 falleció)
- Francesco Gritti † (28 de marzo de 1452-1458)
- Pietro Giustiniani † (1458-1458)
  - Isidoro de Kiev † (1458-1459) (administrador apostólico)
- Pietro Frigerio, O.P. † (17 de marzo de 1459-1481 falleció)
- Santo Venier † (3 de agosto de 1481-1514 falleció)
- Cristoforo Marcello † (28 de mayo de 1514-1527 falleció)
- Giacomo Cocco † (20 de noviembre de 1528-circa 1565 falleció)
- Antonio Cocco † (circa 1565 por sucesión-1577 renunció)
- Bernardino Suriano † (29 de noviembre de 1577-1583 falleció)
- Maffeo Venier † (11 de mayo de 1583-1586 falleció)
- Giovanni Balbi, O.F.M.Obs. † (14 de enero de 1587-1597 falleció)
- Vincenzo Querini † (29 de enero de 1597-1618 falleció)
- Benedetto Bragadin, O.F.M.Obs. † (3 de diciembre de 1618-1658)
- Carlo Labia, C.R. † (27 de enero de 1659-13 de septiembre de 1677 nombrado arzobispo a título personal de Adria)
- Marcantonio Barbarigo † (6 de junio de 1678-7 de julio de 1687 nombrado arzobispo a título personal de Montefiascone y Corneto)
- Giorgio Emo † (14 de junio de 1688-enero de 1705 falleció)
- Augusto Antonio Zacco † (15 de noviembre de 1706-22 de noviembre de 1723 nombrado arzobispo a título personal de Treviso)
- Angelo Maria Querini, O.S.B. † (22 de noviembre de 1723-30 de julio de 1727 nombrado arzobispo a título personal de Brescia)
- Vincenzo Maria Mazzoleni, O.P. † (26 de noviembre de 1727-21 de mayo de 1731 nombrado arzobispo a título personal de Parenzo)
- Giovanni Antonio Foscarini, C.R.L. † (3 de marzo de 1732-1739)
- Antonio Nani † (18 de abril de 1742-abril de 1765 falleció)
- Luigi Paolo Da Ponte, O.C.D. † (5 de agosto de 1765-13 de septiembre de 1773 nombrado arzobispo a título personal de Torcello)
- Andrea Benedetto Ganassoni, O.S.B. † (20 de diciembre de 1773-12 de julio de 1779 nombrado arzobispo a título personal de Feltre)
- Francesco Maria Fenzi † (20 de septiembre de 1779-3 de enero de 1816 renunció)
- Daulo Augusto Foscolo † (8 de marzo de 1816-30 de diciembre de 1829 renunció)
- Pietro Antonio Nostrano † (15 de marzo de 1830-mayo de 1852 falleció)
- Francis Joseph Nicholson, O.C.D. † (mayo de 1852 por sucesión-30 de abril de 1855 falleció)
- Carlo Rivelli † (1 de noviembre de 1855-18 de septiembre de 1858 falleció)
- Spiridione Maddalena † (28 de septiembre de 1860-1 de agosto de 1884 falleció)
- Evangelista Boni, O.F.M.Cap. † (23 de enero de 1885-19 de agosto de 1897 falleció)
- Antonio Giovanni Battista Delenda † (12 de febrero de 1898-29 de abril de 1900 nombrado arzobispo de Atenas)
- Teodoro Antonio Polito † (11 de junio de 1901-23 de septiembre de 1911 falleció)
- Domenico Darmanin † (4 de marzo de 1912-17 de febrero de 1919 falleció)

### Sede de Zacinto y Cefalonia
- Benedetto † (23 de marzo de 1207-1228)[14]
- Giovanni Giorgio † (?-13 de agosto de 1252 nombrado obispo de Numana)
- Palmerio de Gallucio † (10 de noviembre de 1252-?)
- Enrico Padovano † (1264-1273)
- Neruccio o Rainerio † (1340)
- Niccolò † (1341)
- Emmanuele, O.S.B. † (14 de junio de 1350-?)
- Daniele † (?-1370 falleció)
- Percivalle di Aleria † (6 de marzo de 1370-1375 falleció)
- Angelo di Crotone, O.E.S.A. † (22 de junio de 1375-1383 falleció)
- Princivalle II † (1385-1385)
- Biagio, O.E.S.A. † (1385-12 de enero de 1396 nombrado arzobispo de Corinto)
- Pietro Giovanni, O.F.M. † (12 de enero de 1396-1398)
- Gregorio Nardi † (29 de noviembre de 1400-15 de octubre de 1427 nombrado obispo de Segni)
- Antonio Morelli † (17 de octubre de 1427-1430)
- Domenico de Pupio † (23 de marzo de 1430-1437 falleció)
- Giovanni de Pede † (25 de febrero de 1437-1443 falleció)
- Giovanni Giacomo, O.E.S.A. † (27 de febrero de 1443-?)
- Giovanni di Arcadia o Giovanni Ungaro † (31 de enero de 1458-1463 falleció)
- Giovanni Antonio Scardemeto, O.F.M. † (23 de octubre de 1463-1488)
- Marco de Franceschi † (1488-1521 falleció)
- Ferdinando de Medici † (9 de agosto de 1521-1550 falleció)
- Giovanni Francesco Commendone † (25 de octubre de 1555-1560 renunció)
- Giovanni Pietro Dolfin, C.R.S.A. † (27 de marzo de 1560-1574 renunció)
- Paolo Grassi, C.R.L. † (14 de julio de 1574-1588 falleció)
- Domenico Carlo, O.F.M.Conv. † (26 de junio de 1589-1595 falleció)
- Raffaele Inviziati † (24 de enero de 1597-1611 renunció)
- Marco Pasqualigo † (10 de octubre de 1611-1624 falleció)
- Giovanni Michele de Varolis, O.F.M.Conv. † (27 de enero de 1625-1634 renunció)
- Costantino de Rossi, C.R.S. † (24 de junio de 1634-13 de agosto de 1640 nombrado obispo de Veglia)
- Giovanni de Rossi † (3 de diciembre de 1640-10 de julio de 1645 nombrado obispo de Chirone)
- Francesco Gozzadini † (2 de marzo de 1654-16 de febrero de 1673 falleció)
- Giacinto Maria Conigli, O.P. † (6 de mayo de 1675-7 de octubre de 1694 renunció)
- Epifanio Fanelli, O.S.B. † (19 de septiembre de 1695-1697 falleció)
- Giovanni Vincenzo de Filippi, O.S.M. † (10 de diciembre de 1698-13 de mayo de 1718 nombrado obispo de Caorle)
- Giovanni Crisostomo Calvi, O.P. † (11 de mayo de 1718-7 de septiembre de 1729 nombrado obispo de Montefeltro)
- Giuseppe Caccia, O.F.M.Obs. † (28 de noviembre de 1729-8 de enero de 1731 nombrado obispo de Traù)
- Cesare Bonaiuti † (22 de enero de 1731-27 de febrero de 1736 nombrado obispo de Lesina)
- Baldassarre Maria Remondini † (27 de febrero de 1736-5 de octubre de 1777 falleció)
- Bernardo Bocchini, O.F.M.Cap. † (28 de septiembre de 1778-16 de enero de 1785 falleció)
- Francesco Mercati † (26 de septiembre de 1785-1803 falleció)
  - Sede vacante (1803-1815)
- Aloisio Scacoz, O.F.M. † (8 de agosto de 1815-13 de noviembre de 1831 renunció)
- Luigi Lastaria † (4 de noviembre de 1831-1870 falleció)
- Evangelista Boni, O.F.M.Cap. † (7 de junio de 1872-23 de enero de 1885 nombrado arzobispo de Corfú)
- Dionigi Rosario Nicolosi † (5 de mayo de 1885-6 de junio de 1890 nombrado obispo de Quíos)
  - Sede vacante (1890-1919)

### Sede de Corfú, Zacinto y Cefalonia

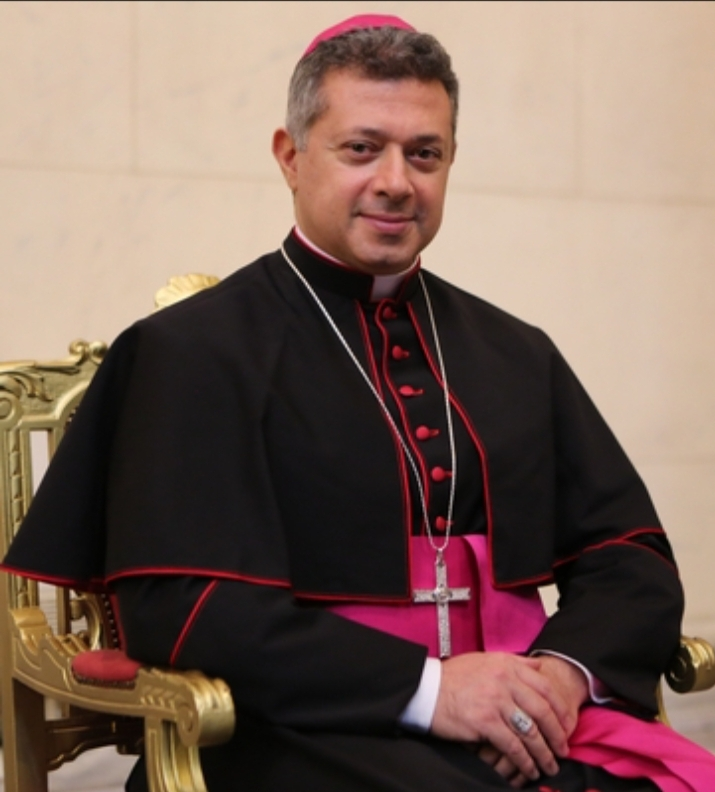
Georgios Altouvas, arzobispo de Corfú, Zacinto y Cefalonia desde 2020

- Leonardo Brindisi † (3 de julio de 1919-8 de septiembre de 1940 falleció)
  - Sede vacante (1940-1947)
- Antonio Gregorio Vuccino, A.A. † (22 de febrero[15] de 1947-6 de julio de 1952 renunció[nota 1])
  - Sede vacante (1952-1962)
- Antónios Varthalítis, A.A. † (30 de mayo de 1962-22 de marzo de 2003 retirado)
- Yannis Spiteris, O.F.M.Cap. (22 de marzo de 2003-14 de septiembre de 2020 retirado)
- Georgios Altouvas, desde el 14 de septiembre de 2020

### Para la cronología de Corfú
- (en inglés) Pétridès, Sophron (1913). Archdiocese of Corfu, The Catolica Encyclopedia, Nueva York, vol. 4.
- (en latín) Pius Bonifacius Gams, Series episcoporum Ecclesiae Catholicae, Leipzig, 1931, vol. I, pp. 399-400; vol. II, p. 89
- (en latín) Konrad Eubel, Hierarchia Catholica Medii Aevi, vol. 1, p. 209; vol. 2, p. 136; vol. 3, pp. 177-178; vol. 4, p. 164; vol. 5, p. 172; vol. 6, p. 182
- Laurent, Vitalien (1963). Le Corpus des sceaux de l'empire Byzantin (en francés). V/1. París.

### Para la cronología de Zacinto y Cefalonia
- (en inglés) Lins, Joseph (1913). Diocese of Zante, The Catolica Encyclopedia, Nueva York, vol. 15.
- (en latín) Pius Bonifacius Gams, Series episcoporum Ecclesiae Catholicae, Leipzig, 1931, vol. I, pp. 399, 430; vol. II, p. 89
- (en latín) Konrad Eubel, Hierarchia Catholica Medii Aevi, vol. 1, p. 181; vol. 2, p. 125; vol. 3, p. 162; vol. 4, p. 145; vol. 5, p. 154; vol. 6, pp. 159-160